# 洛杉磯市旗
洛杉磯市旗（Flag of Los Angeles）由綠色、金色、紅色三色垂直條紋組成，中央是洛杉磯市徽，條紋的邊沿是鋸齒狀。這麼旗幟由Roy E. Silent和E.S. Jones設計於1931年，紀念洛杉磯建立150週年。這麼旗幟的設計引發了不同反應。

## 外部連結
- 官方网站